# Stenoptilia natalensis
Stenoptilia natalensis is een vlinder uit de familie vedermotten (Pterophoridae). De wetenschappelijke naam van deze soort is voor het eerst geldig gepubliceerd in 2010 door Ustjuzhanin & Kovtunovich.
De soort komt voor in tropisch Afrika.